# The Party (gruppo musicale)
I The Party sono un gruppo musicale pop statunitense, formatosi nel 1990.
Il gruppo era originariamente composto da Albert Fields, Tiffini Hale, Chase Hampton, Deedee Magno, e Damon Pampolina, tutti facenti parte del cast del programma The All New Mickey Mouse Club dal 1982 al 1992. Dopo essersi sciolto nel 1993, il gruppo si è riunito nel 2013 senza Tiffini Hale.